# پازانی (فیلم ۲۰۰۸)
پازانی (به انگلیسی: Pazhani) فیلمی هندی محصول سال ۲۰۰۸ و به کارگردانی پراراسو است. در این فیلم بازیگرانی همچون بهاراث، کجال آگاروال، خوشبو ساندار، رکا هریس و بیجو منون ایفای نقش کرده‌اند.